# صفيحة جليدية

منظر جوي للصفائح الجليدية في ساحل غرينلاند الشرقي.

الصفيحة الجليدية هي كتلة ضخمة من غطاء جليدي على التضاريس المجاورة بحيث تكون له مساحة تتجاوز 50 ألف كم2، وتدعى أحياناً باسم «المثلجة القارية» (أو الغطاء الجليدي القاري). يوجد في الأرض ضمن الظروف المناخية الحالية صفيحتين جليديتين وهي موجودة في القارة القطبية الجنوبية وفي غرينلاند. عند ذروة العصر الجليدي الأخير غطى الجليد قارتي أمريكا الشمالية الجنوبية وأوروبا الشمالية. عندما يغطي الجليد مساحات أقل من 50 ألف كم2 تسمى المناطق جغرافياً بمصطلح غطاء جليدي.

## نظرة عامة
الصفائح الجليدية هي كتل ضخمة من الجليد تغطي مساحة برية بحجم قاري، أي تتجاوز 50,000 كيلومتر مربع. الصفيحتان الجليديتان الحاليتان في جرينلاند والقارة القطبية الجنوبية تفوقان بكثير هذا الحد، إذ تبلغ مساحتهما كلًا على حِدة 1.7 مليون كيلومتر مربع و14 مليون كيلومتر مربع على التوالي. تتميز كلتا الصفيحتين بسُمك كبير، إذ تتكونان من طبقة جليدية يبلغ متوسط سُمكها 2 كيلومتر (1 ميل).
تتشكل الصفيحة الجليدية بسبب عدم ذوبانية معظم الثلوج التي تتساقط، بل تُضغط بوزن الطبقات الجديدة من الثلوج، وبسبب هذه العملية تشكل الصفائح الجليدية لا يزال مستمرًا حتى اليوم. ويمكن رؤية ذلك بوضوح في حدث تحطم طائرة مقاتلة من طراز لوكهيد بي-38 لايتنينغ في جرينلاند عام 1942 خلال الحرب العالمية الثانية، فقد تحطمت ولم يُعثر عليها إلا بعد 50 عامًا لأنها كانت مدفونةً تحت 81 مترًا (268 قدمًا) من الجليد الذي تشكل خلال تلك الفترة.

## دور الصفيحة الجليدية في دورة الكربون
تُعتبر الصفائح الجليدية عناصر خاملة في دورة الكربون، وتجاهلها العلماء إلى حد كبير في النماذج العالمية. ولكن في العقد الثاني من القرن الحادي والعشرين، أظهرت الأبحاث وجود وتكيف الكائنات الحية الدقيقة البحرية بشكل فريد، ومعدلات عالية من الدورة الحيوية الجيولوجية الكيميائية والفيزيائية داخل الصفائح الجليدية، بالإضافة إلى تخزين ودوران الكربون العضوي بكميات تزيد عن 100 مليار طن.
هناك تباين كبير في تخزين الكربون بين الصفيحتين الجليديتين. ففي حين يوجد حوالي 0.5-27 مليار طن فقط من الكربون النقي تحت صفيحة جرينلاند الجليدية، يُعتقد أن ما بين 6000-21,000 مليار طن من الكربون النقي موجود تحت صفيحة القارة القطبية الجنوبية الجليدية. يمكن أن يعزز الكربون تغيير المناخ إذا تم إطلاقه تدريجيًا عبر المياه الذائبة من الجليد، ليؤدي إلى زيادة انبعاثات ثاني أكسيد الكربون بشكل عام.
تحتوي التربة الصقيعية في القطب الشمالي على 1400–1650 مليار طن من الكربون، مقارنةً بانبعاثات ثاني أكسيد الكربون الناتجة عن الأنشطة البشرية التي تبلغ حوالي 40 مليار طن سنويًا.
توجد منطقة معروفة في جرينلاند بالقرب من نهر راسل الجليدي حيث يُطلق الكربون الموجود في مياه الذوبان إلى الغلاف الجوي على شكل ميثان، وهو غاز ذو تأثير أكبر بكثير على الاحتباس الحراري مقارنة بثاني أكسيد الكربون. ومع ذلك، تحتوي المنطقة أيضًا على أعداد كبيرة من البكتيريا المحللة للميثان والتي تقلل من تلك انبعاثات غاز المثيان.

## مقاييس الزمن الجيولوجي
عادةً ما تكون التحولات بين الحالات الجليدية والحالات بين الجليدية محكومة بدورات ميلانكوفيتش، وهي أنماط التغيرات المناخية في كمية الإشعاع الشمسي التي تصل إلى الأرض. تنجم هذه الأنماط عن التغيرات في شكل مدار الأرض وزاويتها بالنسبة للشمس، والتي تنتج عن الجاذبية التي تمارسها الكواكب الأخرى أثناء دورانها في مداراتها.
على سبيل المثال، خلال المئة ألف سنة الأخيرة على الأقل، تحطمت أجزاء من الصفيحة الجليدية التي كانت تغطي معظم أمريكا الشمالية -المعروفة باسم صفيحة لورينتايد الجليدية- ما أدى إلى إرسال أساطيل كبيرة من الجبال الجليدية إلى شمال المحيط الأطلسي. سقطت الصخور الكبيرة وبقايا القارات التي كانت تحملها عندما ذابت هذه الجبال الجليدية، مخلِّفة طبقات معروفة باسم حطام الجليد العائم. تُعرف هذه الظواهر بأحداث هاينريش، التي سُميت تيمنًا بمكتشفها هارتموت هاينريش. يبدو أن لهذه الأحداث دورية تتراوح بين 7,000 و10,000 سنة، وتحدث خلال فترات البرودة في العصور بين الجليدية.
تعتبر دورات الإفراط والتطهير في الصفائح الجليدية الداخلية -وهو تراكم الصفائح الجليدية بمستويات غير مستقرة ثم انهيار جزء منها- مسؤولةً عن هذه التأثيرات. تلعب العوامل الخارجية دورًا في التأثير على الصفيحة الجليدية أيضًا، مثل أحداث دانسجارد–أويشجر وهي الاحترارات المفاجئة في نصف الكرة الشمالي التي تحدث كل 40 عامًا تقريبًا. تأتي هذه الأحداث مباشرة بعد كل حدث هاينريش، إذ تتكرر كل 1500 سنة تقريبًا. لذلك استنتج علماء المناخ القديم استنادًا إلى هذا الدليل أن القوى المسؤولة عن تكون هذين الحدثين هي نفسها.
لوحظ عدم التزامن بين سلوك الصفائح الجليدية في نصفي الكرة الأرضية الشمالي والجنوبي، من خلال الربط بين زيادات غاز الميثان في عينات جليد جرينلاند وجليد القارة القطبية الجنوبية. شهد نصف الكرة الشمالي احترارًا كبيرًا خلال أحداث دانسجارد–أويشجر، ما أدى إلى زيادة كبيرة في إطلاق الميثان من الأراضي الرطبة في التندرة -سهل أجرد في المنطقة القطبية الشمالية- خلال العصور الجليدية. ينتشر الميثان بسرعة في جميع أنحاء العالم، ويندمج مع الجليد في كلا القطبين. استنتج علماء المناخ القديم من خلال هذا الرابط أن الصفائح الجليدية في جرينلاند لم تبدأ في الاحترار إلا بعد احترار الصفائح الجليدية في القطب الجنوبي لعدة آلاف من السنين. السبب وراء هذه الأحداث المتتالية لا يزال موضع نقاش.

### صفيحة القارة القطبية الجنوبية الجليدية على مقاييس الزمن الجيولوجي
بدأ تجمد صفيحة القارة القطبية الجنوبية الجليدية منذ حوالي 60 إلى 45.5 مليون سنة في أواخر عصر الباليوسين أو منتصف الفترة الإيوسينية، وازداد بشكل ملحوظ خلال حدث انقراض الإيوسيني-الأوليغوسيني قبل حوالي 34 مليون سنة. كانت مستويات ثاني أكسيد الكربون في ذلك الوقت حوالي 760 جزءًا في المليون، وكانت قد انخفضت من مستويات سابقة كانت بالآلاف. كان انخفاض ثاني أكسيد الكربون -عند نقطة تحول مناخي بلغت 600 جزء في المليون- العامل الأساسي الذي أدى إلى تجلد القارة القطبية الجنوبية.
أدى هذا التجلد لتكون فترة من مدار الأرض تميزت بصيف بارد، لكن التغيرات في نسب نظائر الأكسجين كانت أكبر من أن تُفسر بنمو الصفائح الجليدية في القارة القطبية الجنوبية وحدها، ما يشير إلى وجود عصر جليدي أكبر. يُعتقد أن لفتح ممر دريك دور في ذلك أيضًا، على الرغم من إشارة النتائج إلى أن انخفاض مستويات ثاني أكسيد الكربون هو العامل الأكثر أهمية.
تراجعت الصفيحة الجليدية الغربية في القارة القطبية الجنوبية إلى حد ما خلال بداية العصر البليوسيني الدافئ، حيث انفتح بحر روس منذ حوالي خمسة إلى ثلاثة ملايين سنة. ومع ذلك، لم يكن هناك انخفاض كبير في الصفيحة الجليدية الشرقية القائمة على اليابسة.

## اقرأ أيضاً
- نهر جليدي
- جرف جليدي
- بحيرة تحت جليدية